# Il porto delle tentazioni
Il porto delle tentazioni (Temptation Harbour) è un film del 1947 diretto da Lance Comfort.
Il film, tratto dal romanzo L'Homme de Londres (1934) di Georges Simenon, è stato presentato in concorso alla 8ª Mostra internazionale d'arte cinematografica di Venezia.

## Trama
L'umile impiegato delle ferrovie Bert Mallison, durante il servizio notturno nella sua elevata postazione situata davanti al porto ha modo di osservare la lotta fra due uomini che avviene nella sottostante banchina: uno dei due viene scaraventato, con la sua valigetta, nelle acque. Subito egli accorre e si tuffa, per trarre in salvo il malcapitato. Dell'uomo, tuttavia, non v'è alcuna traccia: la valigetta, però, affiora. Bert la ripesca e la porta in superficie. Contiene un gran quantitativo di denaro in banconote.
Bert ha l'intenzione di chiamare la polizia e consegnare il denaro. Ma temporeggia. Evidentemente riflette su quanto sarebbe cambiata la sua vita fosse egli stato in possesso di tutti quei soldi. Nello spazio del suo tergiversare – peraltro non superiore a qualche giorno – si iscrive però una serie di situazioni significative. I malavitosi responsabili dell'appropriazione del denaro (è frutto di malversazione) di fanno vivi, inseguiti dalla polizia di due paesi; l'avventuriera Camelia, venuta a sapere del "tesoro" di Bert, lo seduce e cerca di avvalersene; l'esistenza della figlia di Bert, l'ingenua Betty, è fortemente colpita dalla vicenda.
Quando Bert si risolve a rivolgersi alla polizia, è in un certo qual modo troppo tardi: in seguito al fluire degli avvenimenti, egli è diventato un omicida. Insieme alla valigetta Bert consegna sé stesso – pienamente consapevole - alle forze dell'ordine, in quanto assassino e candidato alla forca. Non rimandare a domani quello che puoi fare oggi.